# سليم سلهب
سليم إميل سلهب، طبيب متخصص في أمراض المسالك البولية، وهو سياسي ونائب في البرلمان اللبناني. والده النائب السابق إميل سلهب. ولد في العام 1945 في انطلياس (جبل لبنان)، متاهل من السيدة ميّا ميشال كيروز ولهما ولدان.

## دراسته وعمله
تلقى علومه في معهد الأخوة المريميين، ثم درس الطب في جامعة القديس يوسف في بيروت، وتخرج منها طبيباً سنة 1972. سافر إلى كندا وتخصص في جامعة مونتريال في طب المسالك البولية سنة 1977.
درّس الطب في كلية الطب في الجامعة الأميركية في بيروت، وتولى رئاسة قسم جراحة المسالك البولية في كل من الجامعة اللبنانية، والمستشفى اللبناني، وله مشاركات في العديد من المؤتمرات الطبية في لبنان وأوروبا.

## في السياسة
بدأ حياته السياسية عضواً في الكتلة الوطنية التي رئسها العميد ريمون إده. ثم افترق عن الكتلة وتوافق مع طروحات العماد ميشال عون السياسية.
انتخب نائباً عن محافظة جبل لبنان، قضاء المتن، في دورة سنة  2005 و2009 كما انتخب عضواً في لجنة الشؤون الخارجية والمغتربين.

## وصلات خارجية
سيرة سليم سلهب في موقع المجلس النيابي اللبناني